# Antonio Roldán Monés
Antonio Roldán Monés (Barcelona, 14 de maig de 1983) és un economista i polític espanyol, diputat al Congrés dels Diputats en la XI i XII legislatures.
Llicenciat en Ciències Econòmiques per la Universitat Autònoma de Barcelona, és màster en relacions internacionals per la Universitat de Sussex i en política econòmica per la Universitat de Colúmbia. Se'l considera deixeble de Luis Garicano Gabilondo. Ha escrit articles d'economia en el Huffington Post, eldiario.es i El País.
Ha treballat com a assessor econòmic del Secretari General de la Delegació Socialista Espanyola al Parlament Europeu i en la Direcció general d'Economia i Finances de la Comissió Europea. També ha estat analista de risc polític en la consultora Eurasia Group i investigador en la London School of Economics.
El 2015 va ingressar a Ciutadans - Partit de la Ciutadania, partit amb el qual fou elegit diputat per Barcelona a les eleccions generals espanyoles de 2015 i 2016.
El 24 de juny del 2019 anunciava que deixava el partit i tots els seus càrrecs.

## Obres
- Recuperar el futuro: Doce propuestas que cambiarán España amb Luis Garicano Gabilondo